# یکاترینواسلاوکا (استان آمور)
یکاترینواسلاوکا (روسی: Екатеринославка) یک منطقهٔ مسکونی در روسیه است که در استان آمور واقع شده‌است.